# Ciudad del Conocimiento (UAEH)
La Ciudad del Conocimiento es una ciudad universitaria de la Universidad Autónoma del Estado de Hidalgo, ubicado en la Colonia Carboneras, Mineral de la Reforma, en el estado de Hidalgo, México. Tiene una extensión de 304 434.00 m², en total son 38 módulos que contienen 216 aulas, 9 talleres, 75 laboratorios, cubículos para investigadores, catedráticos y alumnos, áreas de cómputo, audiovisuales y varios estacionamientos.
Alberga al Instituto de Ciencias Básicas e Ingeniería (ICBI), el Centro de Vinculación y Desarrollo Educativo (CEVIDE), el Centro de Electrónica y Desarrollo de Aplicaciones Inteligentes (CEDAI), la Biblioteca Central, la Dirección de Autoaprendizaje de Idiomas, la Dirección de Laboratorios, el Centro de Lenguas (CEL), el Polifórum Carlos Martínez Balmori, la Plaza Pabellón Universitario, subestaciones eléctricas y una planta de tratamiento de aguas residuales.

## Historia

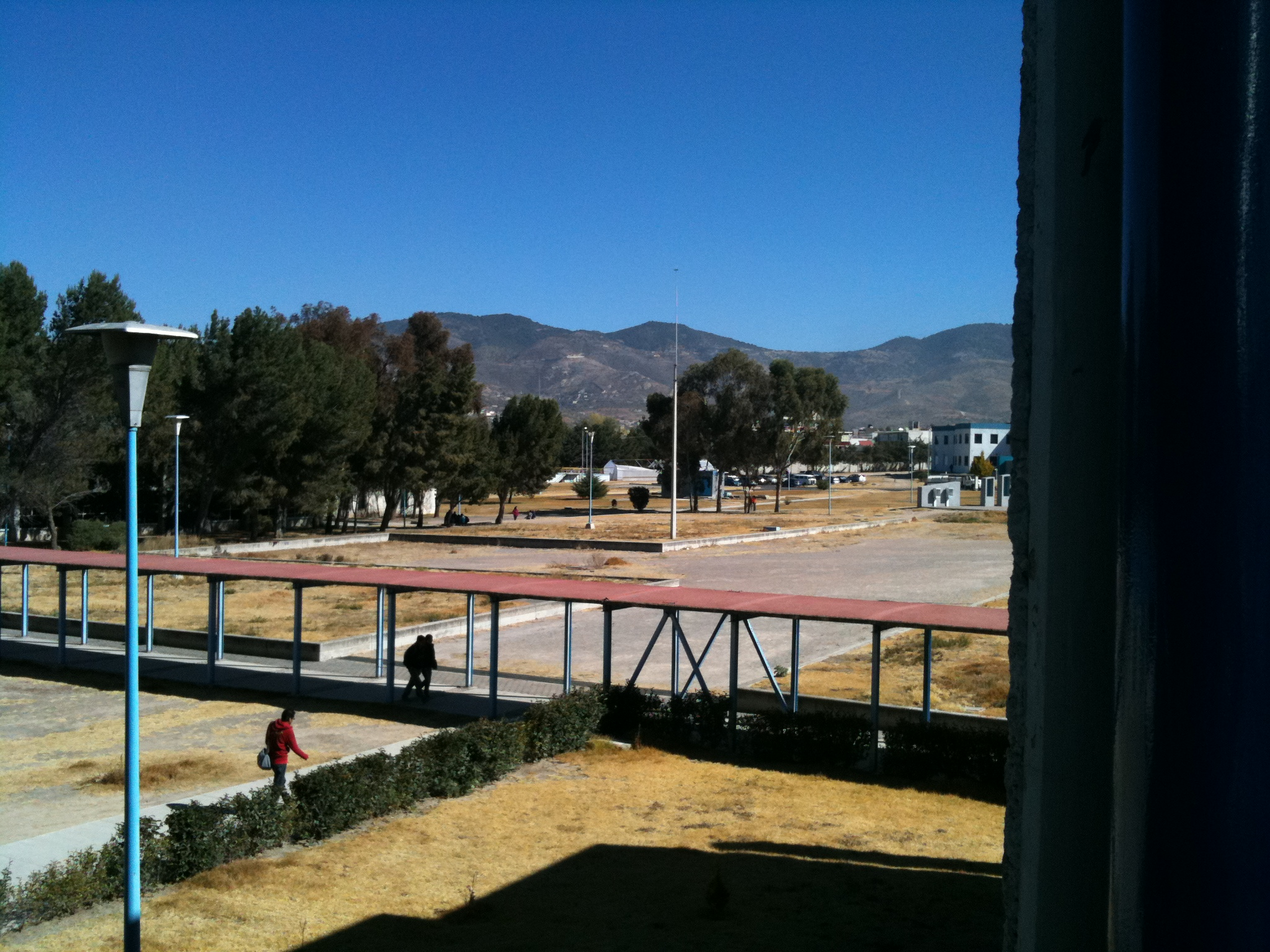
Terrenos de la Ciudad del Conocimiento en 2010, en esa área ahora se encuentra la Plaza Pabellón Universitario y Torre de Posgrado.

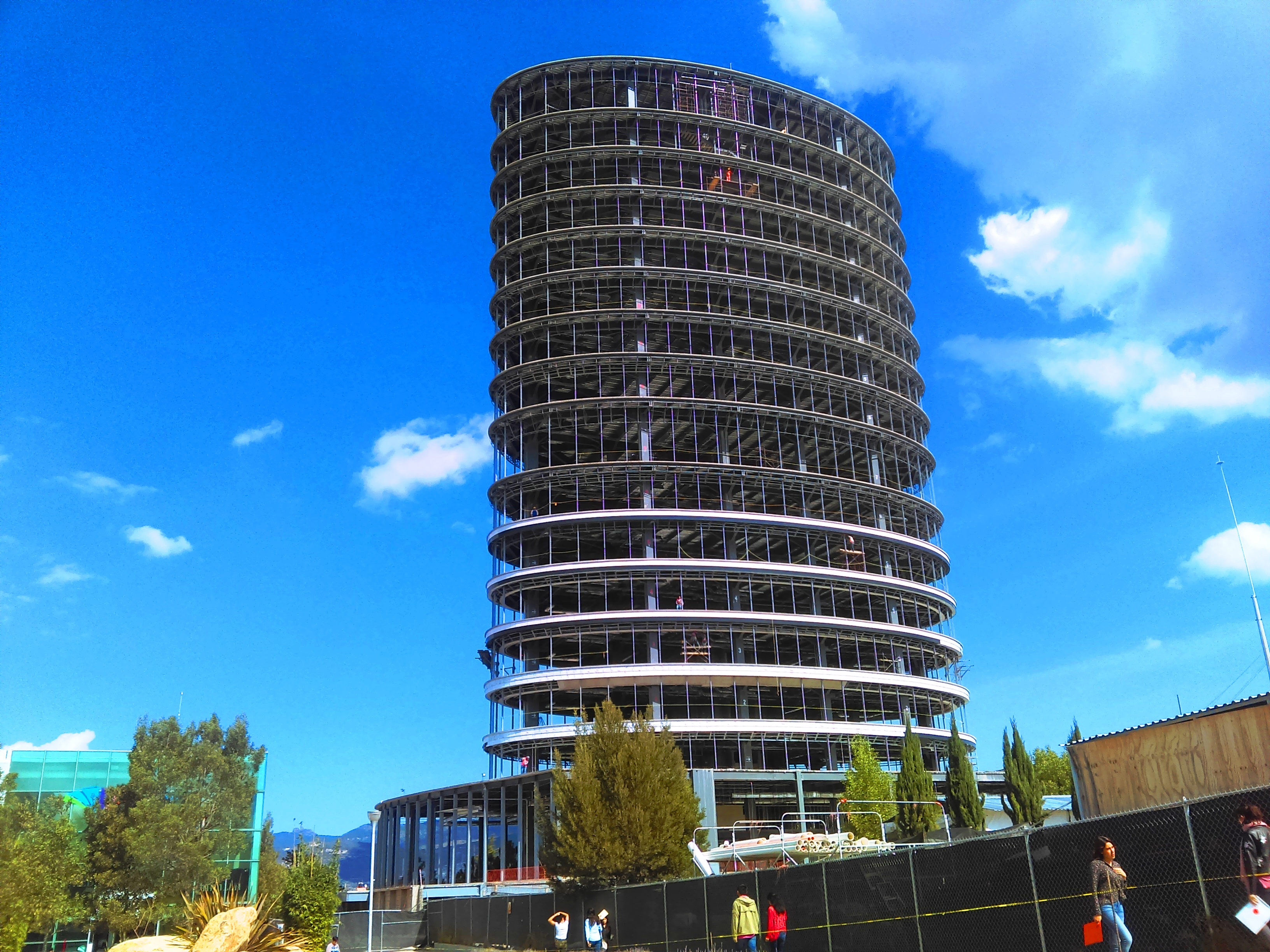
Construcción de la Torre de Posgrado.

El 9 de diciembre de 1971, se realizó la ceremonia de la primera piedra en terrenos del rancho El Álamo, Mineral de la Reforma, recibidos en donación por Javier Contreras. En septiembre de 1975, se trasladan del Edificio central a la Ciudad del Conocimiento, el Instituto de Ciencias Sociales, y la Escuela de Trabajo Social. Al año siguiente se incorporaron el Instituto de Ciencias Exactas y el Instituto de Ciencias Contable Administrativas. En 1975 La Escuela de Odontología es ubicada en esta unidad, posteriormente se construye el Centro de Autoacceso.
El 26 de octubre de 1976, es inaugurada la Ciudad del Conocimiento de manera oficial con la presencia del gobernador de Hidalgo, Jorge Rojo Lugo, y el rector de la UAEH, Carlos Herrera Ordóñez. En 1993, entra en una etapa de desarrollo, crecimiento y consolidación propiciada por los apoyos obtenidos de la SEP a través del Fondo para la Modernización de la Educación Superior. En 1994, con la creación de la licenciatura en Economía, se da origen al cambio de denominación del ICCA al Instituto de Ciencias Económico Administrativas (ICEA).
En el mes de diciembre de 1998 inicia la edificación del Polifórum Carlos Martínez Balmori, mismo que fue inaugurado el 14 de febrero de 2001, con la asistencia del presidente de México, Vicente Fox Quesada, acompañado por Manuel Ángel Núñez Soto, gobernador de Hidalgo y Juan Manuel Camacho Bertrán, rector de la UAEH. El 8 de diciembre de 2000, el Instituto de Ciencias Exactas (ICE), se transforma en el Instituto de Ciencias Básicas e Ingeniería (ICBI). El 5 de julio de 2001 el Instituto de Ciencias Sociales (ICS), se transforma en el Instituto de Ciencias Sociales y Humanidades (ICSHu). Las actividades del ICSHu empiezan a funcionar de manera integrada en el mismo campus ubicado en la carretera a Actopan, en el año 2002.
El 7 de marzo de 2002 se inauguró el edificio del Centro de Investigaciones Biológicas. En marzo de 2003 se entrega al instituto del ICBI un módulo de 20 aulas. En de marzo de 2007 se entrega al instituto del ICEA un módulo de 17 aulas, 2 cocinas, y cubículos para la Licenciatura en Gastronomía. El 27 de abril de 2011 se inaugura el Edificio del Área Académica de Ingeniería, con la presencia del rector de la UAEH, Humberto Veras Godoy y del gobernador de Hidalgo, Francisco Olvera Ruiz. Desde 2011 la Feria Universitaria del Libro (FUL), se realiza en el Polifórum Carlos Martínez Balmori.
El 2 de marzo de 2011, se inauguran de las instalaciones del ICEA en el Campus La Concepción, trasladándose al mismo las Licenciaturas de Administración, Contaduría y Economía, que iniciaron actividades el 23 de enero de 2012. El 20 de enero de 2012, se entrega al ICBI por parte de ICEA el moódulo que albergaba a la Licenciatura en Economía. En 2013, se traslada de la Ciudad del Conocimiento al Campus La Concepción la Licenciatura de Comercio Exterior. El 2014, se traslada de la Ciudad del Conocimiento al Campus La Concepción la Licenciatura de Mercadotecnia. En marzo de 2014, se inaugura la Plaza Pabellón Universitario. En 2015, se trasladan de la Ciudad del Conocimiento al Campus La Concepción las Licenciaturas de Gastronomía y Turismo; las últimas del ICEA. En agosto de 2018 empezó la construcción de la Torre de Posgrado. A principios de 2020 empezó la construcción del Centro de Entrenamiento en Ciencias e Ingeniería.

## Arquitectura

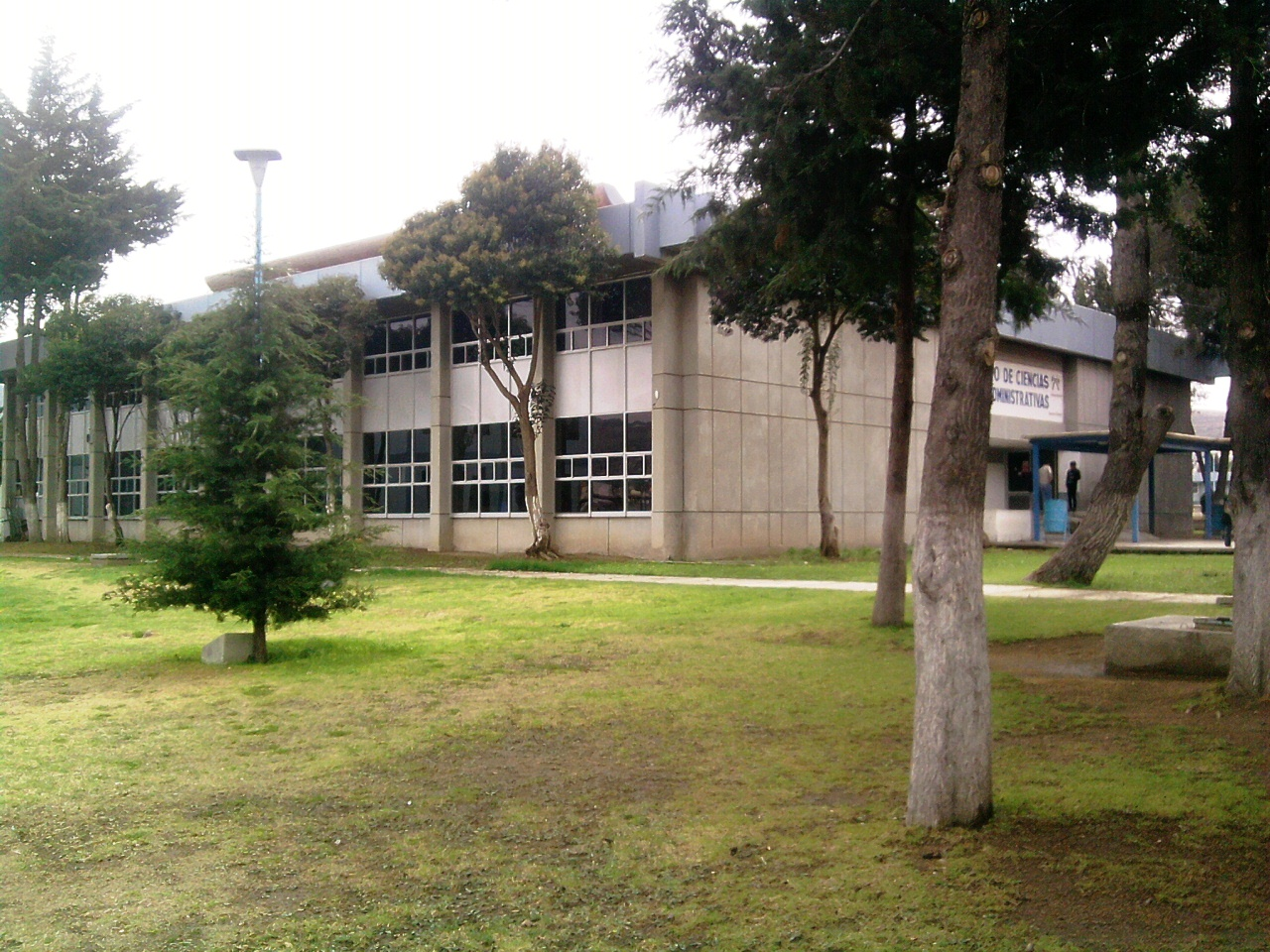
Edificio H, sede de Arquitectura; construido en la primera etapa.

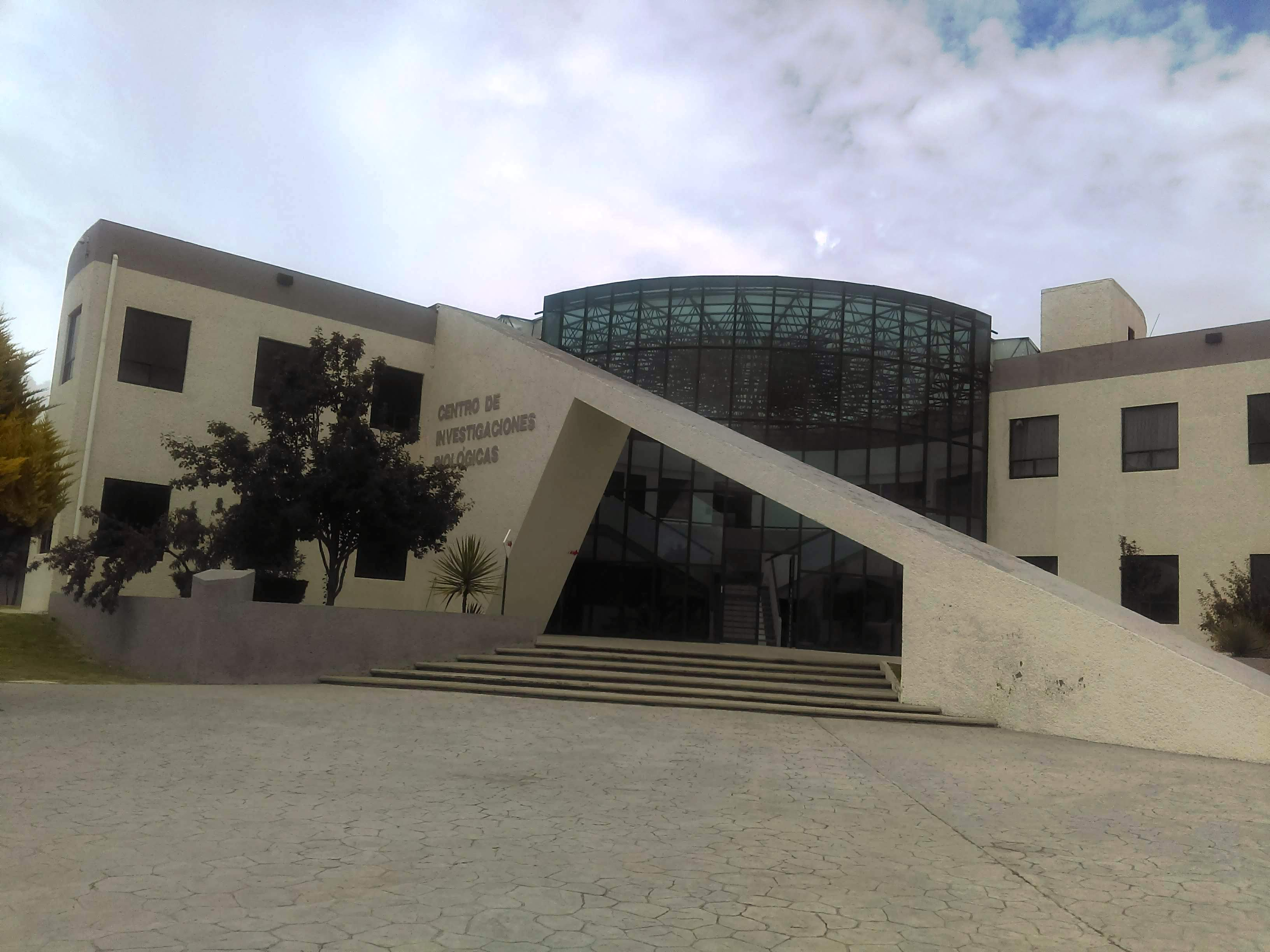
Edificio del Centro de Investigaciones Biológicas; construido en la tercera etapa.

La primera etapa se distingue por cuatro edificios elaborados por el extinto Comité Administrador del Programa Federal de Construcción de Escuelas (CAPFCE). Se caracterizan por un esquema de planta central rectangular, perimetralmente conformada por las aulas en dos niveles, áreas administrativas, auditorio y un patio al centro con una paraboloide de concreto armado a modo de cubierta.
Durante los años 1980 tuvo una segunda etapa con la construcción de edificios en estructuras de concreto armado de uno y dos niveles con proyectos diseñados por el CAPFCE. Los edificios se disponen espacios centrales, y en torno a ellos, se distribuyan las áreas de actividades académicas y oficinas. Los salones cuentan con amplias ventanas y con los pasillos techados. En este periodo se construye la La Biblioteca Central, inmueble rectangular sostenido por columnas que se abre a manera de planta libre para poder adaptar diferentes actividades.
En una tercera etapa de construcción en los años 1990 y 2000, se desarrollaron nuevos edificios con características diversas, en esa etapa, caracterizada por la variedad y la riqueza esquemática, destaca el Centro de Vincuación Internacional y Desarrollo Educativo (CEVIDE), edificio de arquitectura moderna con el uso de amplios espacios, cubierto por un manto acristalado que caracteriza su fachada. También se encuentra en este periodo el Polifórum Carlos Martínez Balmori, con una estructura de acero con esquema cuadrangular, y cubierta piramidal, proyecto diseñado por el ingeniero Rodolfo Zedillo.
En una cuarta etapa de construcción en los años 2010, se desarrollaron nuevos edificios como la Plaza Pabellón Universitario, la Torre de Posgrado (18 niveles), el Centro de Entrenamiento en Ciencias e Ingeniería (CECI), y la culminación del circuito vehicular en el tramo -"Área académica de ingeniería - Centro de investigaciones biologícas"-.

## Infraestructura

### Instituto de Ciencias Básicas e Ingeniería

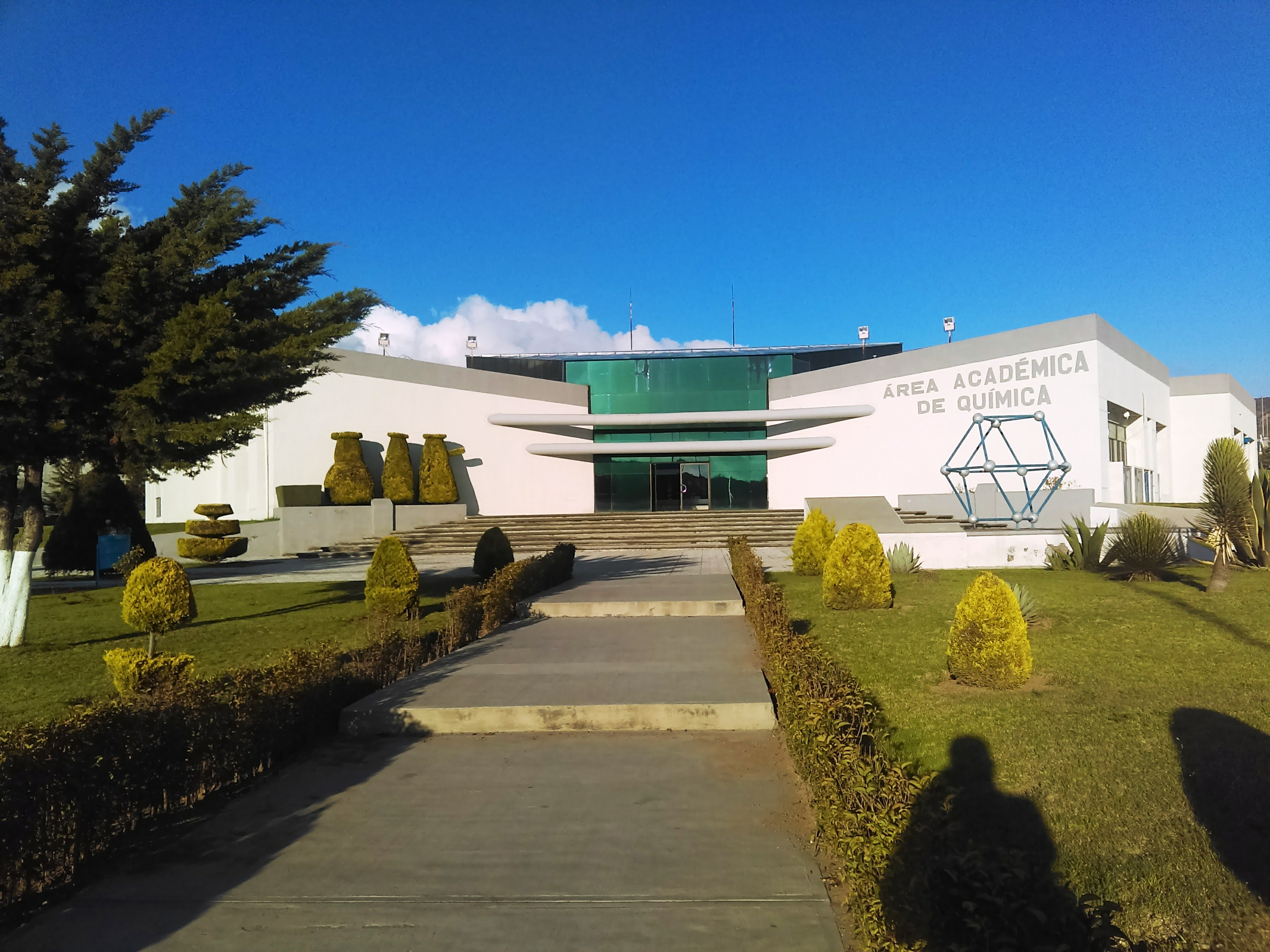
Edificio del Área Académica de Química.

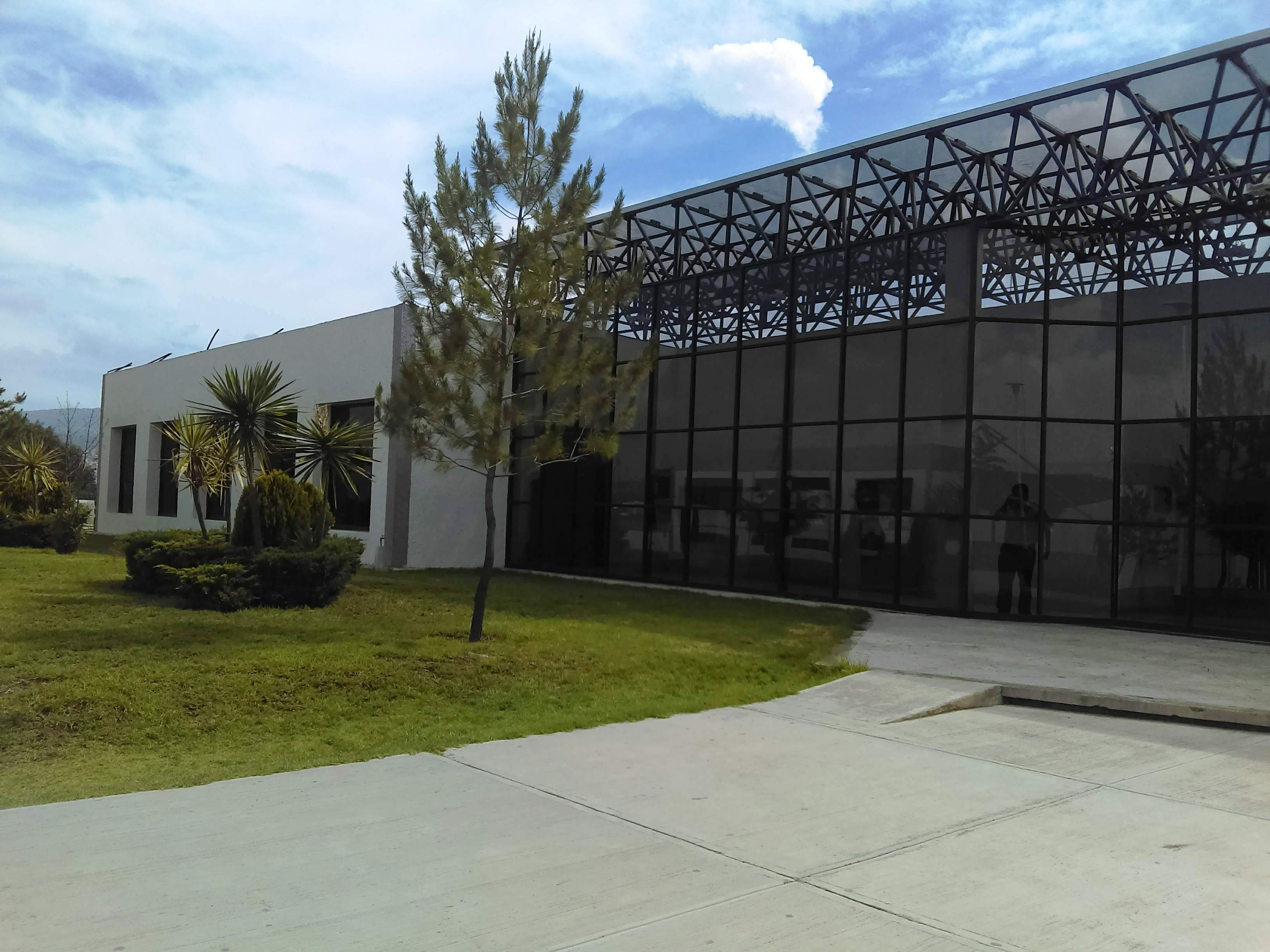
Edificio del Área Académica de Ciencias de la Tierra.

El Instituto de Ciencias Básicas e Ingeniería cuenta con una capacidad física de 13 edificios, en los que se encuentran distribuidas 161 aulas y 42 espacios utilizados para actividades de gestión: Dirección, Secretaría, Subdirección Administrativa, Coordinaciones de Apoyo (10), Jefaturas de área (6), y áreas utilizadas por Coordinadores de Programas Educativos de Licenciatura y Posgrado.  En cuanto al desarrollo de actividades docentes y de investigación, hay 247 cubículos para PTC, 30 para académicos de Medio Tiempo y Por Asignatura y 15 para estudiantes. Se cuenta también con 63 laboratorios utilizados para investigación y algunos para docencia, un taller, 19 centros de cómputo y tres salas de lectura.
El ICBI tiene diversos centros de investigación en la Ciudad del Conocimiento: el Centro de Investigaciones en Matemáticas Avanzadas (CIMA), el Centro de Investigaciones Químicas (CIQ), el Centro de Investigaciones Biológicas (CIB), el Centro de Investigaciones en Telecomunicaciones Informática y Sistemas (CITIS), el Centro de Investigaciones en Materiales y Metalurgia y Ciencias de la Tierra (CIMMCT), y el Centro de Investigaciones Avanzadas en Ingeniería Industrial (CIAII).

### Centro de Vinculación y Desarrollo Educativo (CEVIDE)

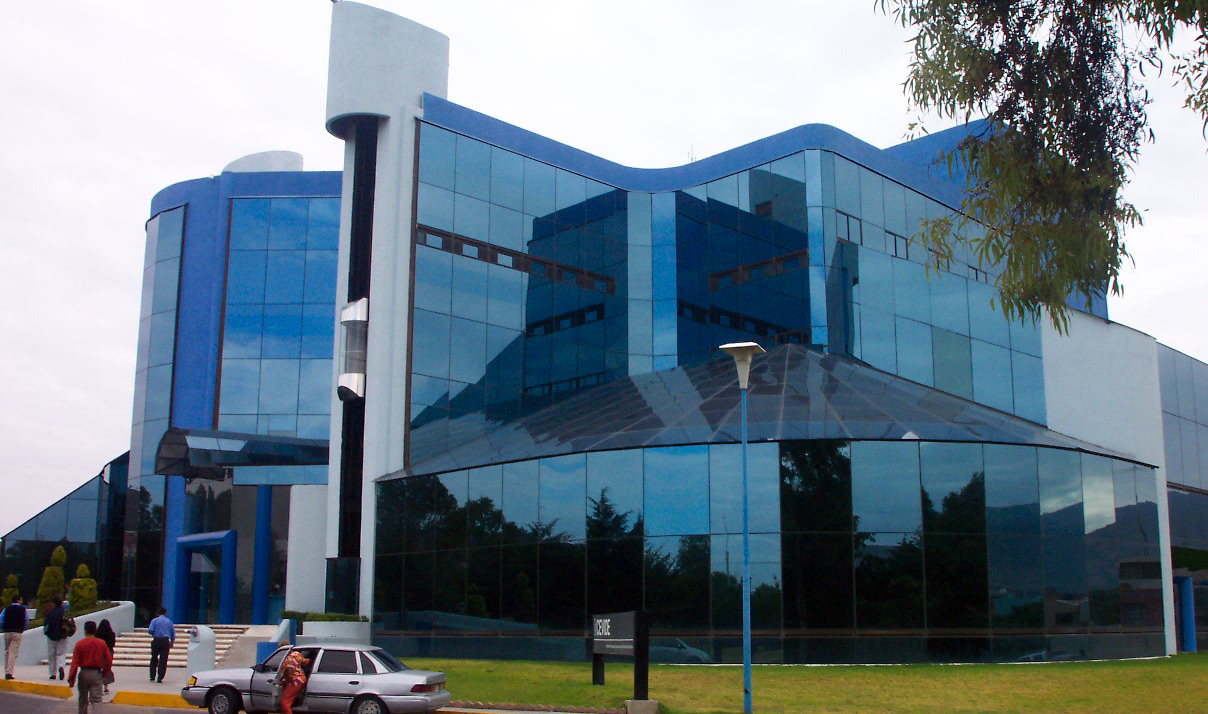
Centro de Vinculación y Desarrollo Educativo (CEVIDE).

El Centro de Vinculación Internacional y Desarrollo Educativo, fue inaugurado en mayo de 1996. Tiene en una superficie de 2800 m², y son 7617 m² de construcción, distribuidos en una planta baja y tres niveles. En la planta baja se cuenta con área para eventos académicos, una galería, ocho aulas y oficinas de la Dirección de Vinculación con Egresados y de la Dirección de Servicios Académicos.
En el primer piso cuenta con oficinas de la Coordinación de la División de Vinculación e Internacionalización, dirección de Relaciones Internacionales e Intercambio Académico, Centro de Educación Continua, auditorio para 80 personas Sala de Juntas “Sala de Banderas” para 30 personas, 
Oficina Programa de Educación Intercultural e Inclusión Social. En el segundo piso se encuentran 13 Aulas para la impartición de clases de idiomas. En el tercer piso se encuentran oficinas de la Dirección de Información y Sistemas, laboratorio Internet y Oficina del Observatorio Tecnológico
En el primer piso se encuentra la oficina del Standard Advisin Center; derivado de la firma del convenio dentro la UAEH y el centro de asesoría educativa Education USA, de la embajada estadounidense, y permite a jóvenes obtener orientación, asesoría y seguimiento para cursar programas académicos y estancias en instituciones de educación superior de EU.

### Centro de Electrónica y Desarrollo de Aplicaciones Inteligentes (CEDAI)

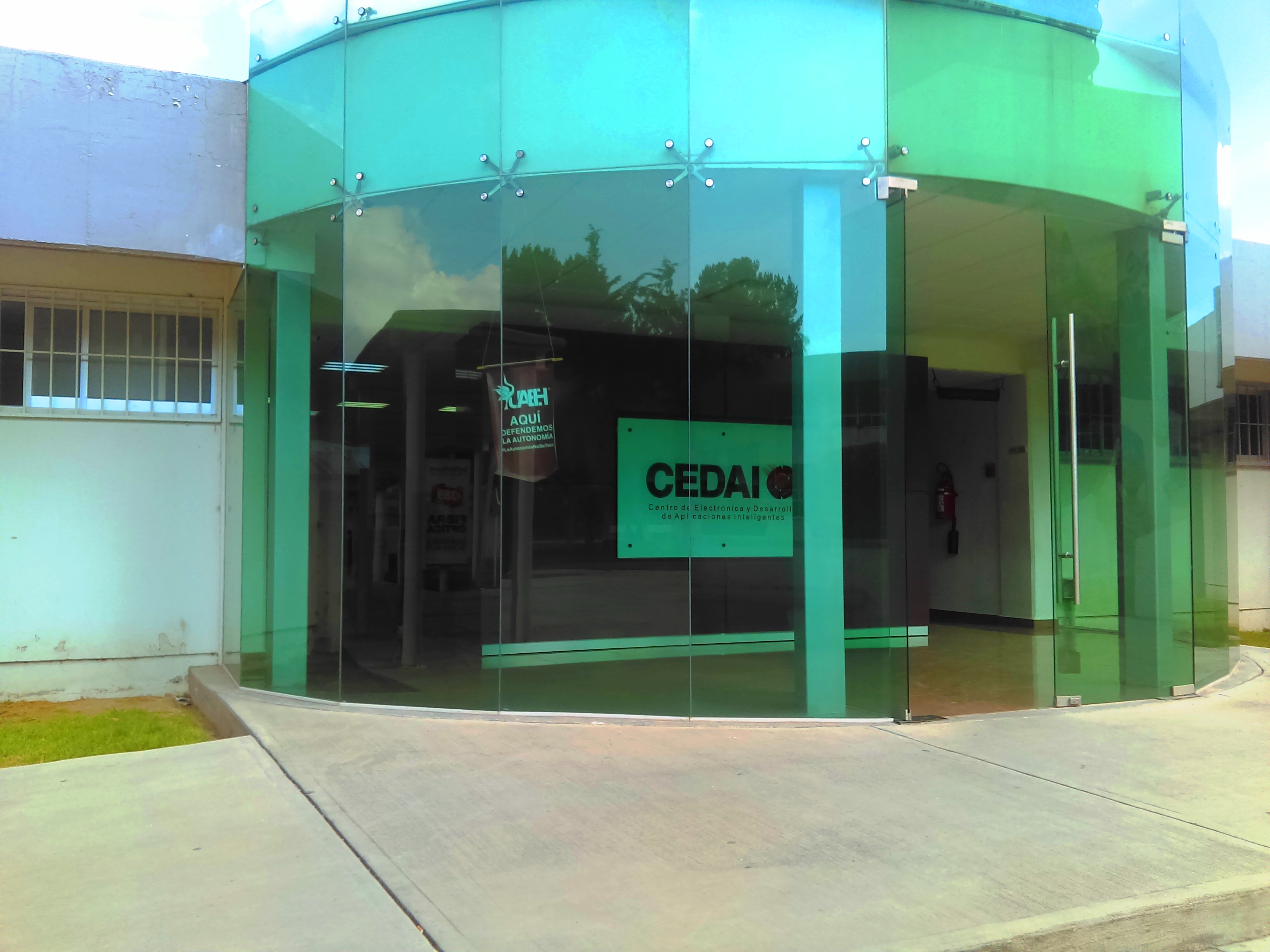
Centro de Electrónica y Desarrollo de Aplicaciones Inteligentes (CEDAI).

El Centro de Electrónica y Desarrollo de Aplicaciones Inteligentes (CEDAI), es el encargado de que estudiantes de nuevo ingreso, alumnado, académicos y administrativos obtengan la credencial oficial universitaria. Desde 2013, la UAEH cuenta con su propio sistema de credencialización, por lo que el trámite es gratuito para toda la comunidad universitaria la primera vez que se tramita, si es perdida por robo o extravío tiene un costo de reposición de 70 pesos.

### Biblioteca Central
La Biblioteca Central cuenta con estantería abierta con 134 751 volúmenes que sustentan los programas de bachillerato, licenciatura y posgrado. Este servicio apoya a todas las Áreas Académicas de la Institución. Se cuenta con el área de Mapoteca y Estadística que alberga 5000 cartas o mapas de la república, publicaciones, bibliográficas y discos compactos con información del INEGI. Hemeroteca y Tesiteca que contiene publicaciones diversas como revistas, diarios, tesis, documentos de gobierno y estudios de comunidad. Videoteca con apoyo educativo en audiocasetes, videocasetes, diapositivas, filminas, CD, DVD, Blu-ray, etc.

### Dirección de Autoaprendizaje de Idiomas

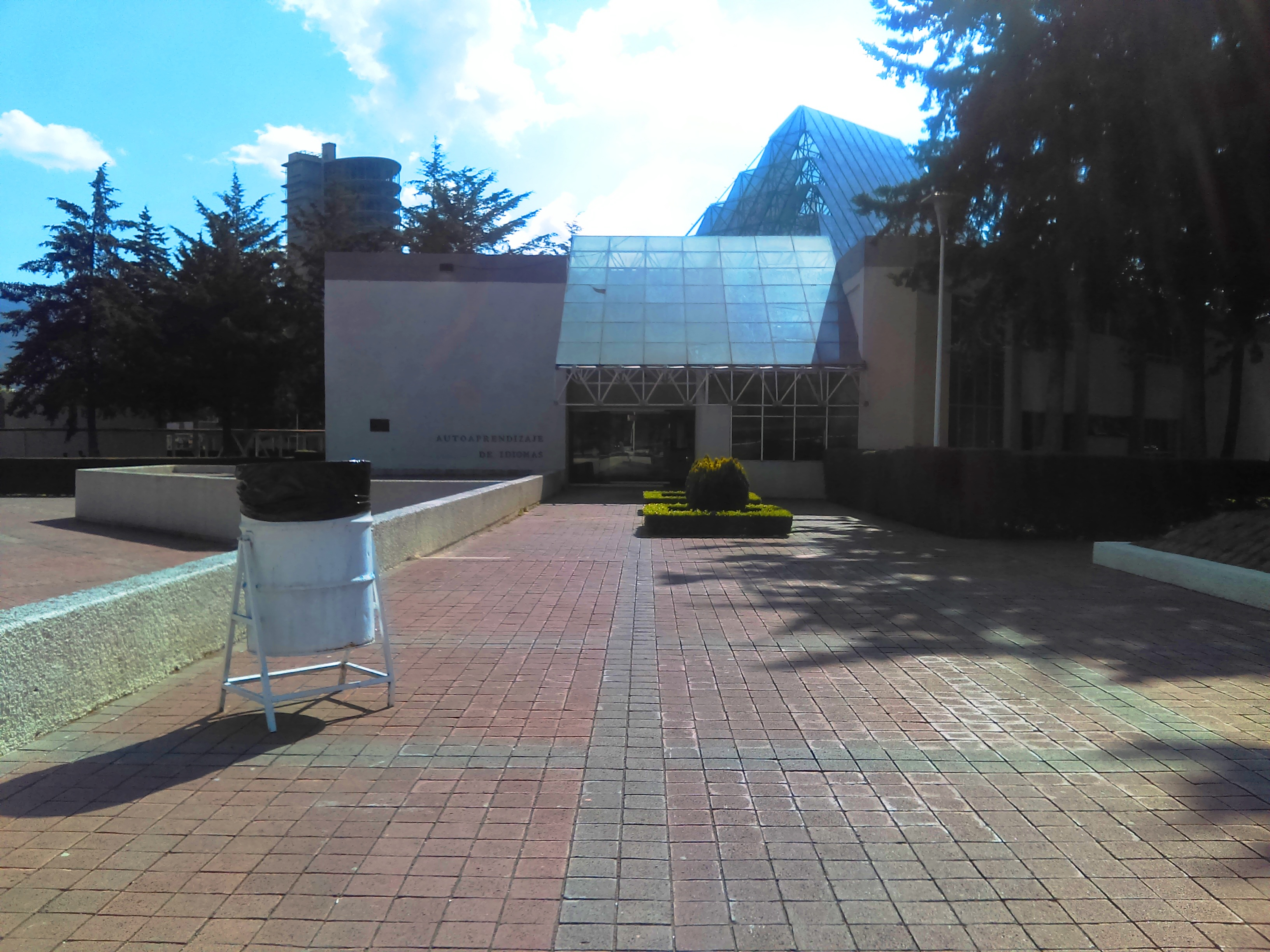
Dirección de Autoaprendizaje de Idiomas.

El primer antecedente de la Dirección de Autoaprendizaje de Idiomas Pachuca fue el Centro de Autoacceso, creado en 1994 con la idea de apoyar los programas de inglés de las distintas escuelas e institutos de la UAEH. Cuenta con espacios diversos apoyados de tecnología de punta y recursos de interés actual para los estudiantes para practicar y perfeccionar idiomas como el inglés, francés y alemán, a través de sesiones de interacción y producción oral y escrita y de actividades digitales para practicar la comprensión oral y escrita en 23 centros distribuidos en cada uno de los campus de la UAEH.

### Dirección de Laboratorios
En 1994 se crea la Unidad Central de Laboratorios; en el año 2002 cambia de nombre el Centro de Costos de Unidad Central de Laboratorios a Dirección de Laboratorios.

### Centro de Lenguas (CEL)

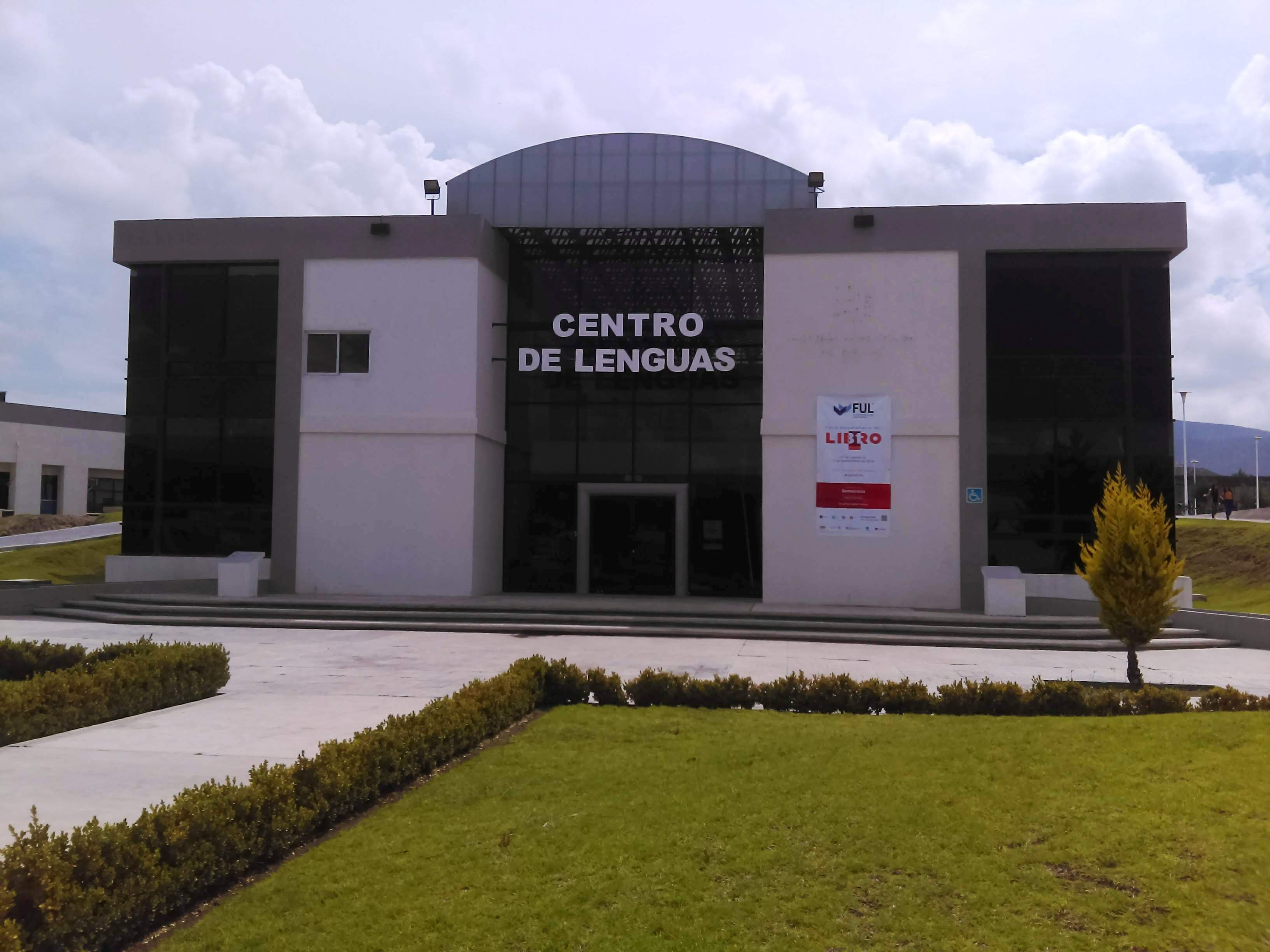
Centro de Lenguas (CEL).

El 1 de junio de 2000 fue creada la Dirección Universitaria de Idiomas (DUI), inicialmente la DUI contaba con tres departamentos cuyas funciones estaban centradas en: Creación de Programas, Evaluación y Docentes de Inglés. En el año 2007 se crearon los Departamentos de francés e italiano, posteriormente en 2009 se crea el departamento de Alemán. A partir del de 2017 la DUI se convierte en Centro de Lenguas (CEL), que cuenta con los Departamentos de programas, de inglés, procesos académicos de francés, procesos académicos de alemán y procesos académicos de italiano. De igual forma cuenta con la Coordinación del Proyecto Make It Real! (MIR) que propone la creación de materiales didácticos propios de la UAEH en el área de inglés; y con las áreas de vinculación académica y calidad, área de planeación, recursos financieros y administración de recursos materiales y área de traducción e interpretación.

### Polifórum Carlos Martínez Balmori

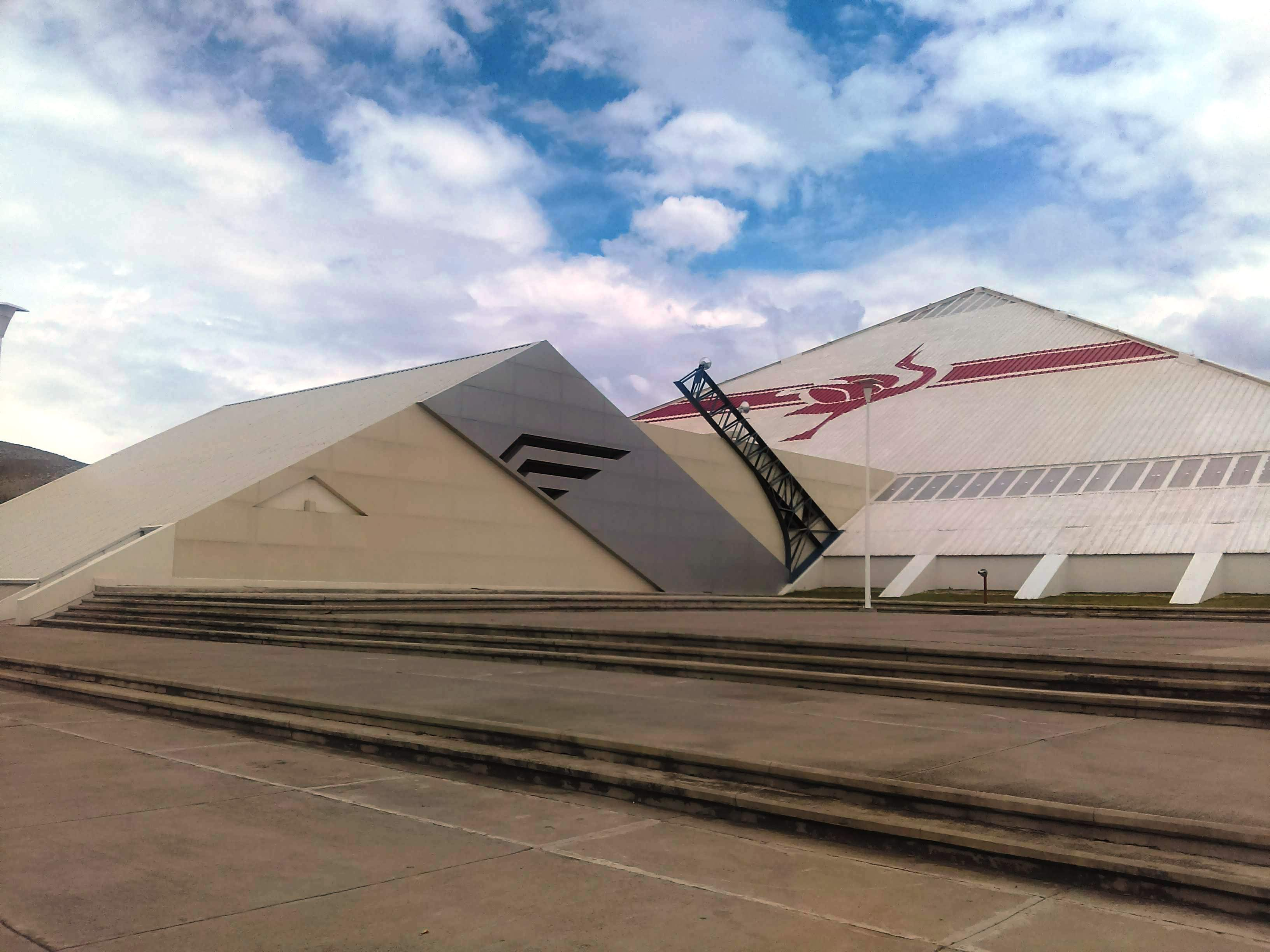
Polifórum Carlos Martínez Balmori.

La obra consta de 9300 m², divididos en tres niveles.  En el primero se encuentran: la cancha principal, canchas de entrenamiento, áreas de pesas, aerobics, enfermería, baños, vestidores, y almacenes. En el segundo se encuentran: áreas de control y seguridad, administración, cuarto de máquinas, equipos y mantenimiento, estacionamiento cubierto y acceso para deportistas. En el tercero se localizan: vestíbulo, tribunas, palcos, plateas, cabinas de control de sonido e iluminación, áreas comerciales, así como taquillas. Durante 2013 y 2014 se construyó un auditorio; el 22 de agosto de 2014 se inauguró el auditorio "Josefina García Quintanar".
Entre su infraestructura se encuentra con capacidad máxima 6000 personas, y una capacidad reducida de 4727 personas. Durante la Feria Universitaria del Libro se acondicionan anexos como el Auditorio "Nicolás García de San Vicente", en la parte este; el Pabellón internacional "Margarita Michelena", en la parte sur; el Salón del Libro Infantil, en la parte oeste; y a la cancha deportiva se le denomina Foro artístico "Abundio Martínez".

### Plaza Pabellón Universitario

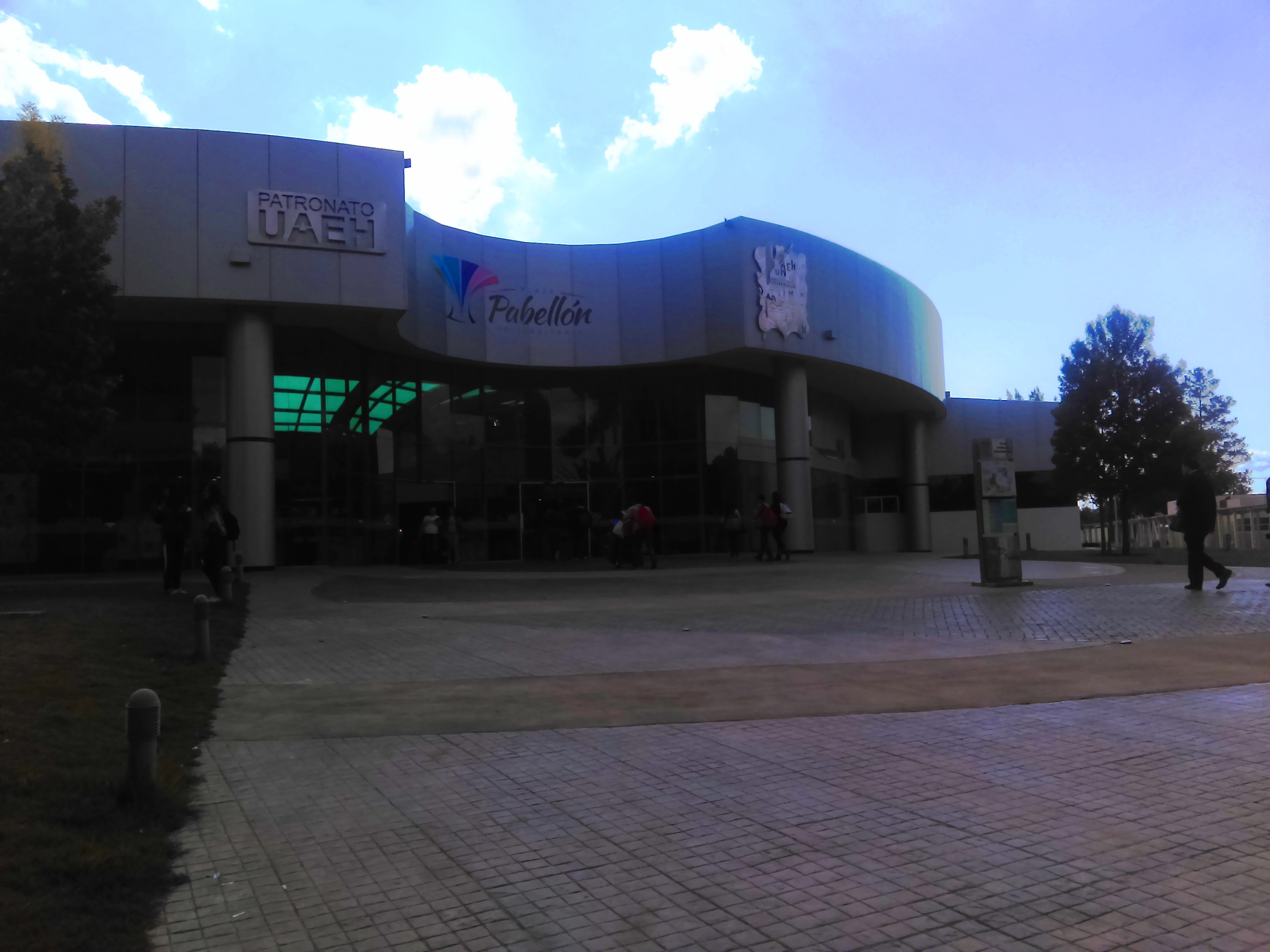
Plaza Pabellón Universitario.

La Plaza Pabellón Universitario tiene una superficie de 4282.63 m²; 21 espacios de servicios y productos como Garza-Shop, banco, restaurante, tienda de autoservicio (Oxxo), papelería, librería, cafetería, baños, área de comida y área de enfermería. La Librería Carácter fue inaugurada el 13 de marzo de 2014 abriendo sus puertas a la comunidad universitaria y público en general el 25 de marzo de 2014; cuenta con más de 5000 títulos, que representan más de 16 000 ejemplares de 25 editoriales, ofrece diversos servicios que benefician a la comunidad universitaria y la sociedad hidalguense. En 2014 suscribió un convenio de colaboración con EDUCAL.

### Planta de tratamiento de aguas residuales

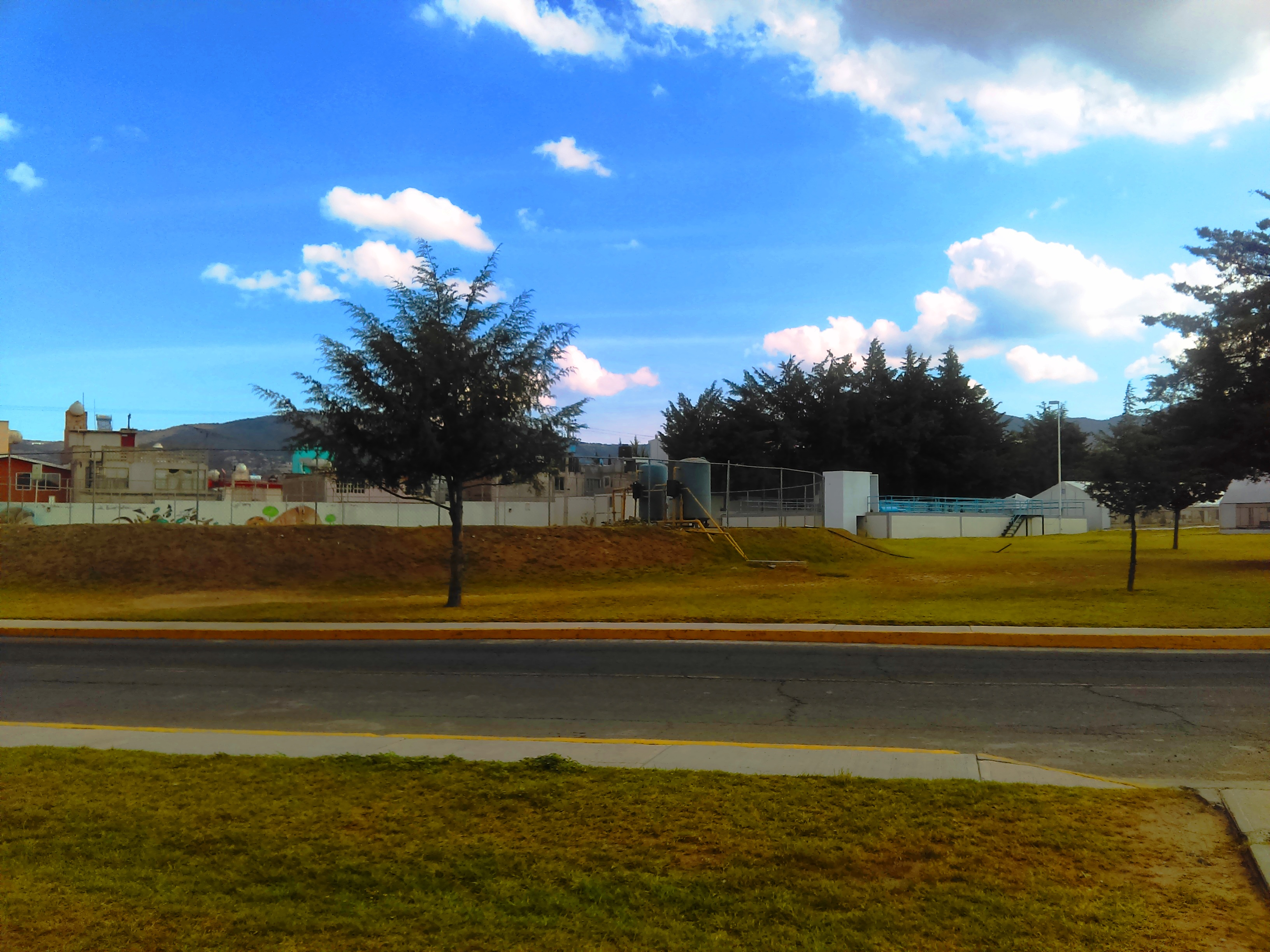
Planta de tratamiento de aguas residuales.

La planta tratadora de aguas residuales de la UAEH permite aprovechar 7 a 9 l/s para el riego de las áreas verdes de la Ciudad del Conocimiento, también es utilizada por el municipio de Mineral de la Reforma fundamentalmente para tareas de riego. Entre 500 y 600 mil litros de aguas residuales son procesadas diariamente en la planta tratadora; la cual abastece el riego de áreas verdes en la Ciudad del Conocimiento y en distintas colonias de Mineral de la Reforma. La planta de tratamiento empezó a funcionar desde 1996 y fue en 2007 cuando se reactivó. Este es un mecanismo hídrico autosustentable que funciona las 24 horas mediante lodos activados.

## Murales

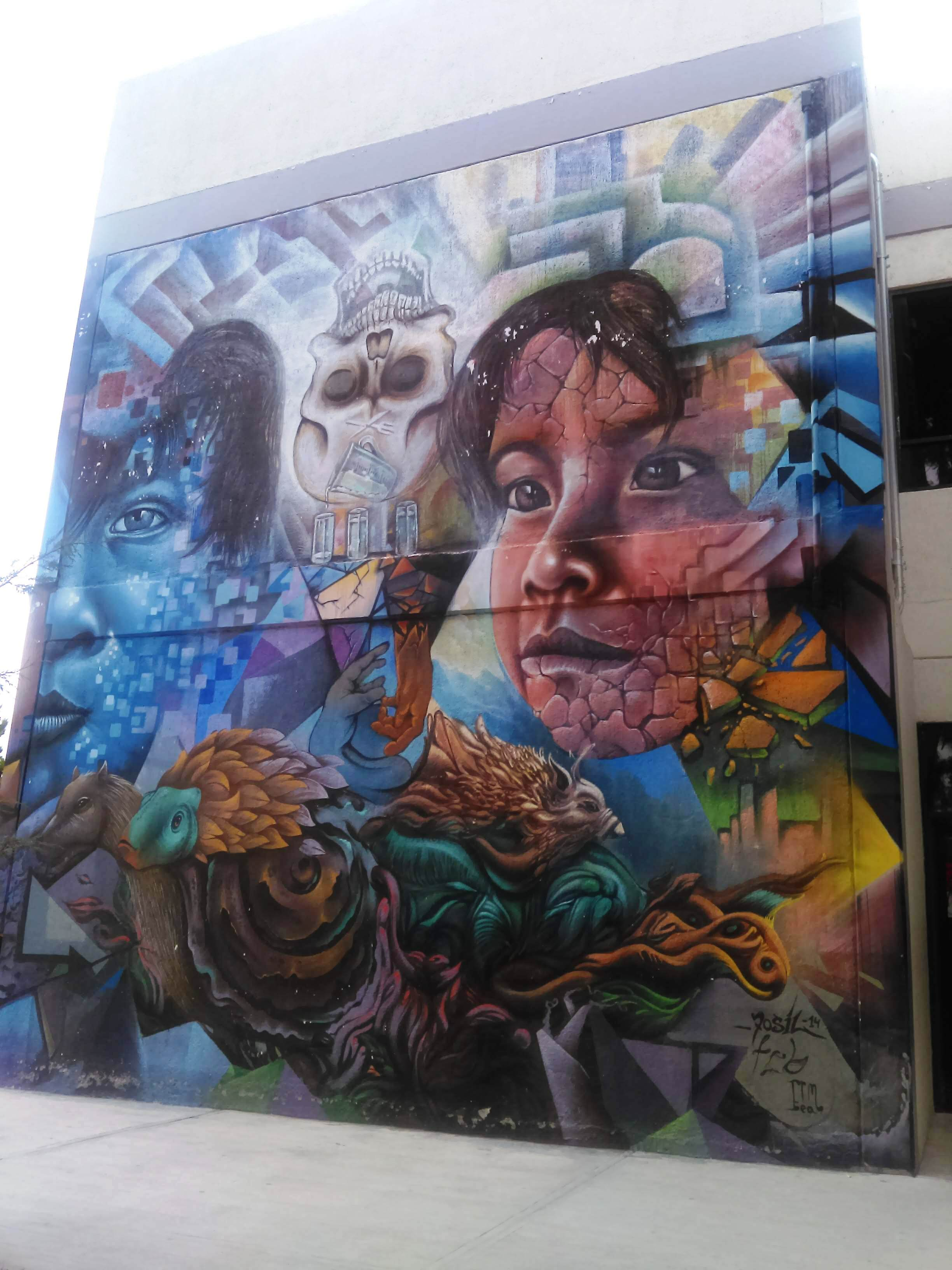
Mural del Edificio I (antiguo edificio de Gastronomía).

En 2014 durante el Festival Internacional de la Imagen, se pintaron 26 murales con la temática de “La infancia en tiempos de guerra y de paz”. El 5 de mayo, el rector Humberto Veras Godoy fue el encargado de dar el brochazo inicial en una de las bardas del Edificio I (antiguo edificio de Gastronomía). El 9 de mayo se hizo entrega simbólica de los murales a las autoridades universitarias. En el evento participaron 56 artistas provenientes de Puerto Rico, Paraguay, Argentina, República Dominicana, Bolivia, Canadá, Nicaragua, Venezuela y Brasil, así como de los estados de Guanajuato, México, Michoacán y Distrito Federal participaron también a alumnos y docentes del Instituto de Artes.
Entre las obras se encuentran "Sueños y realidades de un mundo sin hambre", realizada por el grupo de Gerardo Rivera de Celaya, representa las limitaciones y carencias que viven los niños actualmente; "Te esperan abrazos", obra de Marcelo Carpita de Argentina, visualiza la explotación infantil, así como los sabores y aromas de la niñez; "Un cacao vale más que mil palabras" del Grupo Sismo de México, el cual es una crítica a la realidad que viven los niños y proponen una infancia con sana convivencia con la naturaleza; "Alimentando la semilla" obra de Naomi Colón y Merari Monzalvo, provenientes de Puerto Rico, donde se puede observar a una abuela su nieto en un barco de papel, que significa el alimento, pero también se un barco incendiándose; "El futuro de México en tiempo de traidores" de Polo Castellanos, que representa el futuro del país de acuerdo a la situación actual.
El 10 de mayo de 2019 se inauguró el mural titulado “Minotauro e ihuiteco”, Miguel Mejía “Neuzz”, quien creó esta obra especialmente para el IX Festival Internacional de la Imagen (FINI), fue inaugurado en el Edificio H (edificio de Arquitectura). De acuerdo al artista el mural representa un encuentro entre lo popular y lo mundano, con las disciplinas científicas como las matemáticas, la química y la arquitectura. En el mural se representa un minotauro ihuiteco, obra que conjunta al ser mitológico y los habitantes de Santiago Ihuitlán Plumas de Oaxaca, región mixteca de la que proviene el artista. La obra hace alusión a los toros pirotécnicos de las fiestas patronales, es una composición geométrica que corresponde a una sección áurea, y fundamentado en la chacana, un símbolo inca.

## Esculturas
Se cuenta con cinco piezas realizadas en el Simposio de Escultura en Acero Inoxidable en Tultepec en 2004. La primera escultura es de Gabriel Téllez y  R. Lohengrin, autores de la obra Órgano. La segunda pieza denominada Paloma, corresponde a Miguel Hernández Urbán. La tercera obra Nadie se acuerda de Sabra y Shamila, de 1.68 m de alto, es del cubano Luis Miguel Valdés Morales.  La cuarta escultura Tercer Milenio, de 2.5 m, de Mauro Francini;  y  la  última  pieza, sin  título, realizada en acero y concreto, es de Rino Cote. Las cinco piezas fueron donadas en el año 2006.